# Liparophyllum latifolium
Liparophyllum latifolium är en vattenklöverväxtart som först beskrevs av George Bentham, och fick sitt nu gällande namn av Tippery och Les. Liparophyllum latifolium ingår i släktet Liparophyllum och familjen vattenklöverväxter. Inga underarter finns listade i Catalogue of Life.